# Descendo o Rio Nilo
Descendo o Rio Nilo é um EP da banda de rock brasileira Capital Inicial. Foi lançado em 1985, e por ser apenas um compacto contém apenas duas faixas. Foi o primeiro lançamento do grupo e também o único pela antiga gravadora CBS. É um single bastante raro e, por isso, tornou-se um item muito cobiçado por fãs da banda e colecionadores de trabalhos do pop rock brasileiro dos anos 1980. Em sites de leilões e venda de produtos, como o Mercado Livre, o compacto é vendido na cifra dos R$ 400 - R$ 600.
A faixa-título foi inspirada em um evento real no qual um navio no Oriente Médio naufragou e seus passageiros foram devorados pelos crocodilos do Rio Nilo. "Descendo o Rio Nilo" foi inclusa na coletânea Os Intocáveis, e "Leve Desespero" apareceu na trilha sonora do filme Areias Escaldantes.

## Faixas
- Lado A.: "Descendo o Rio Nilo".
- Lado B.: "Leve Desespero".